# Barbour County, West Virginia
Barbour County är ett county i delstaten West Virginia i USA. Området bildades år 1843 och fick sitt namn efter juristen Philip Pendleton Barbour. Även countyts säte har fått sitt namn efter denne man, huvudsätet (county seat) heter Philippi och grundades år 1844. 

## Geografi
Enligt United States Census Bureau har countyt en total area på 888 km². 883 km² av den arean är land och 5 km² är vatten. 

### Angränsande countyn
- Taylor County - norr
- Tucker County - öst
- Randolph County - i sydöst
- Upshur County - sydväst
- Harrison County - väst
- Preston County - nordöst

### Städer och samhällen
- Arden
- Belington
- Junior
- Philippi